# Circondario di Heinsberg
Il circondario di Heinsberg è uno dei circondari dello stato tedesco del Renania Settentrionale-Vestfalia.

## Città e comuni
Fanno parte del circondario dieci comuni di cui sette sono classificati come città (Stadt). Cinque delle sette città sono classificate come media città di circondario (Mittlere kreisangehörige Stadt).
(Abitanti al 31 dicembre 2021)
Città
1. Erkelenz, Media città di circondario (43 492)
2. Geilenkirchen, Media città di circondario (27 836)
3. Heinsberg, Media città di circondario (42 888)
4. Hückelhoven, Media città di circondario (40 712)
5. Übach-Palenberg (23 979)
6. Wassenberg (18 952)
7. Wegberg, Media città di circondario (28 213)

Comuni
1. Gangelt (12 946)
2. Selfkant (10 290)
3. Waldfeucht (8 998)